# Shūji Tsurumi
Shūji Tsurumi (鶴見 修治?, Tsurumi Shūji; Tokyo, 29 gennaio 1938) è un ex ginnasta giapponese.
Ha conquistato sei medaglie olimpiche nella ginnastica artistica in due partecipazioni ai giochi (1960 e 1964).

## Palmarès
Olimpiadi
- 6 medaglie:
  - 2 ori (concorso a squadre a Roma 1960, concorso a squadre a Tokyo 1964)
  - 3 argenti (concorso individuale a Tokyo 1964, cavallo con maniglie a Tokyo 1964, parallele a Tokyo 1964)
  - 1 bronzo (cavallo con maniglie a Roma 1960)